# Samuel Prada León
Samuel Prada León   (Ourense, 1993 - Afrin, 13 de febrer de 2018), altrament conegut com Baran Galicia, nascut a Ourense (Galícia) l'any 1993 va ser el primer ciutadà espanyol en morir a Síria lluitant contra Estat Islàmic i l'Exèrcit turc durant la Guerra civil siriana. A l'edat de sis anys, Prada juntament amb la seva mare, Beatriz Prada, van traslladar-se a Andorra on ella va estar regentant un restaurant. Un cop finalitzats els seus estudis de secundària, Prada va començar a militar en organitzacions humanitàries i és l'estiu de 2017 quan viatja a Síria en un viatge humanitari. És llavors quan, juntament amb d'altres militants d'arreu del món s'enrola a les Unitats de Protecció Popular (YPG) i comença una formació accelerada en armament per defensar el front d'Afrin juntament amb les mílicies kurdes que defensaven la regió de l'avenç de les tropes turques. El 10 de febrer de 2018, segons va informar la comandància general de les YPG, va caure mort juntament amb el seu company Olivier François Jean Le Clainche (Kendal Breizh). Abans de repatriar el cos cap a Andorra, Prada va rebre un comiat amb "honors".